# Rhynchospora warmingii
Rhynchospora warmingii är en halvgräsart som beskrevs av Johann Otto Boeckeler. Rhynchospora warmingii ingår i släktet småag, och familjen halvgräs. Inga underarter finns listade i Catalogue of Life.